# KF Ulpiana
KF Ulpiana (albanisch: Klubi Futbollistik Ulpiana) ist ein Fußballverein mit Sitz in Lipjan, Kosovo. Der Verein spielt aktuell in der Liga e Parë, steigt jedoch für die Spielsaison 2021/2022 in die ArtMotion Superliga auf.

## Stadion
Der Verein trägt seine Heimspiele im Sami-Kelmendi-Stadion aus, das 2.500 Plätze umfasst. Da das Stadion nicht den Kriterien des kosovarischen Fußballverbandes erfüllt, darf der Verein keine erstklassigen Fußballspiele in dem Stadion austragen.